# Furacão Dorian

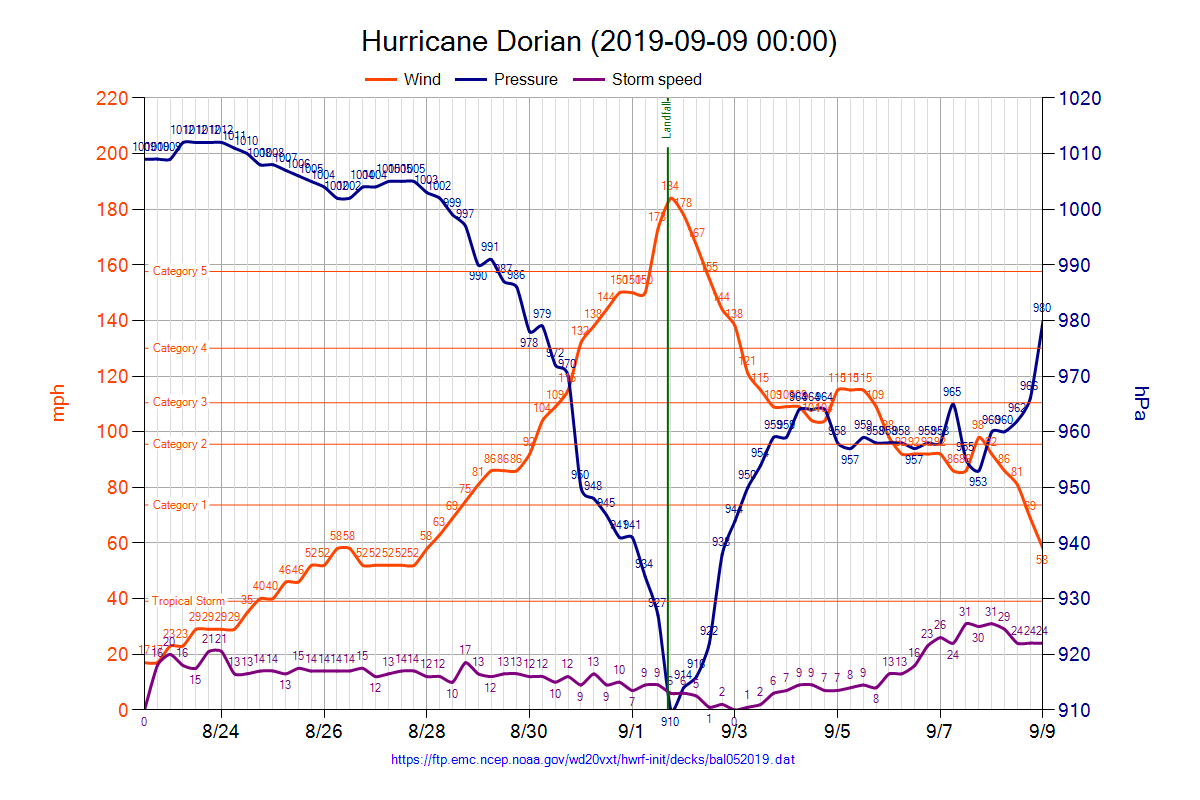

O furacão Dorian foi o furacão mais forte jamais registado a atingir o noroeste das Bahamas, causando danos catastróficos nas ilhas Ábaco e Grande Bahama a princípios de setembro de 2019. O quinto ciclone tropical, a quarta tempestade nomeada, o segundo furacão, e o primeiro furacão maior da temporada de furacões no oceano Atlântico de 2019, Dorian desenvolveu-se a partir de uma onda tropical que viajava para o oeste que se encontrava a mais de mil milhas ao leste das Ilhas de Barlavento (Caribe) a 23 de agosto. A perturbação organizou-se rapidamente e converteu-se numa depressão tropical e mais tarde numa tempestade tropical, ambas a 24 de agosto. O recém formado Dorian lutou a intensificar-se nos proximos dias devido a uma combinação de ar seco e cisalhamento vertical do vento. A tempestade passou sobre Barbados e entrou ao Mar Caribe a 26 de agosto à medida que fortaleceu-se gradualmente. Dorian tocou terra em Santa Lúcia ao dia seguinte, o que causou graves interrupções na estrutura do sistema. Inicialmente previsto para atacar a La Española, a trajectória de Dorian deslocou-se gradualmente para o leste à medida que a tempestade se acercava às Antilhas Maiores. Devido à interacção da terra e o ar seco, o centro de Dorian reformou-se ao norte da sua localização anterior, fazendo que a trajectória do sistema se desloque para o norte. A tempestade depois girou para o noroeste enquanto atravessava uma debilidade numa crista. Uma combinação de ar seco e cisalhamento, bem como as quentes temperaturas da superfície do mar, permitiu a Dorian converter num furacão de categoria 1 ao passar sobre São Tomás a 28 de agosto. A tempestade desenvolveu um olho nas imagens de satélite pouco depois, mas o ar seco seguia interrompendo o sistema. O início de um ciclo de substituição da parede do olho a 29 de agosto impediu temporariamente a intensificação, mas Dorian completou o ciclo à manhã seguinte e cedo retomou o fortalecimento.
Uma rajada de aprofundamento rápido levou a Dorian a atingir como um furacão categoria 4 na escala de furacões de Saffir-Simpson a princípios de 31 de agosto, com um olho diferente e claramente definido que se desenvolve dentro de uma coberta central densa simétrica. Durante este tempo, o furacão a cada vez mais intenso girou para o oeste-noroeste e depois para o oeste como uma crista construída nos subtropicais para o norte. Em outro período de rápido fortalecimento a 1 de setembro, Dorian atingiu a intensidade da categoria 5, a classificação mais alta na escala de furacões de Saffir-Simpson, às 12:00 UTC. As cumes das nuvens de Dorian continuaram esfriando-se e o olho aumentou ainda mais em definição à medida que o furacão se acercava às Bahamas, com os ventos chegando a 185 mph (295 km/h) só cinco horas mais tarde quando Dorian tocou terra em Elbow Cay e depois Marsh Harbour das ilhas Ábaco a pressão central atingiu um mínimo de 910 mbar (hPa; 26.87 inHg) às 19:00 UTC de 1 de setembro enquanto o olho ainda estava sobre Grande Ábaco, o que representa a intensidade máxima de Dorian. Posteriormente produziu-se um debilitamento constante quando Dorian se moveu sobre Grande Bahama e se deteve devido ao colapso da crista de direcção antes mencionada; No entanto, Dorian seguiu sendo um furacão importante até que começou a se afastar das Bahamas no final de 3 de setembro.
Do 26 ao 28 de agosto, a tempestade afectou às nações e territórios das Caraíbas devastados pelos furacões Irma e Maria em 2017. Tomaram-se amplas medidas de precaução para mitigar os danos, especialmente em Porto Rico, onde morreu uma pessoa. Os ventos daninhos afectaram principalmente às Ilhas Virgens, onde as rajadas atingiram as 111 mph (179 km/h). Em outras partes das Pequenas Antilhas, os impactos da tempestade foram relativamente menores. Após mover-se sobre as Bahamas, Dorian reduziu consideravelmente o seu movimento para adiante, permanecendo essencialmente imóvel sobre as ilhas Ábaco e a ilha Grande Bahama de 1 ao 3 de setembro. Os ventos de 295 km/h (185 mph) de Dorian foram sentidos ao tocar terra com o Labor Day de 1935. O furacão de dia como o furacão mais forte do Atlântico, medido por ventos sustentados. Devido às condições de tempestade prolongadas e intensas, que incluem chuvas fortes, ventos fortes e marés altas ciclónicas, o dano nas Bahamas foi extenso, com milhares de lares destruídos e ao menos sete mortes registadas. A tempestade começou a mover-se lentamente para o norte-noroeste durante a manhã de 3 de setembro. Na tarde de 3 de setembro, a tempestade tinha-se debilitado a um furacão de categoria 2. Em preparação para a tempestade, os estados de Flórida, Georgia, Carolina do Sul, Carolina do Norte e Virginia declararam um estado de emergência e muitos condados costeiros desde a Flórida até à Carolina do Norte emitiram ordens de evacuação obrigatórias. A 5 de setembro, recobra a força a um furacão de categoria 3 ao deixar as Bahamas e avança para os Estados Unidos.

## História meteorológica

### Primeira etapa
| Os furacões com landfall mais fortes no Atlântico†                                 | Os furacões com landfall mais fortes no Atlântico† | Os furacões com landfall mais fortes no Atlântico† | Os furacões com landfall mais fortes no Atlântico† | Os furacões com landfall mais fortes no Atlântico† | Os furacões com landfall mais fortes no Atlântico† |
| Posição                                                                            | Furacão                                            | temporada                                          | Velocidade vento                                   | Velocidade vento                                   |                                                    |
| Posição                                                                            | Furacão                                            | temporada                                          | km/h                                               |                                                    |                                                    |
| ---------------------------------------------------------------------------------- | -------------------------------------------------- | -------------------------------------------------- | -------------------------------------------------- | -------------------------------------------------- | -------------------------------------------------- |
| 1                                                                                  | "Dia do Trabalho"                                  | 1935                                               | 295                                                |                                                    |                                                    |
| 1                                                                                  | Dorian                                             | 2019                                               | 295                                                |                                                    |                                                    |
| 3                                                                                  | Irma                                               | 2017                                               | 285                                                |                                                    |                                                    |
| 4                                                                                  | Janet                                              | 1955                                               | 280                                                |                                                    |                                                    |
| 4                                                                                  | Camille                                            | 1969                                               | 280                                                |                                                    |                                                    |
| 4                                                                                  | Anita                                              | 1977                                               | 280                                                |                                                    |                                                    |
| 4                                                                                  | David                                              | 1979                                               | 280                                                |                                                    |                                                    |
| 4                                                                                  | Dean                                               | 2007                                               | 280                                                |                                                    |                                                    |
| 9                                                                                  | "Cuba"                                             | 1924                                               | 270                                                |                                                    |                                                    |
| 9                                                                                  | Andrew                                             | 1992                                               | 270                                                |                                                    |                                                    |
| 9                                                                                  | Maria                                              | 2017                                               | 270                                                |                                                    |                                                    |
| Fonte: HURDAT, AOML/HRD                                                            |                                                    |                                                    |                                                    |                                                    |                                                    |
| †A força refere-se a velocidade máxima do vento sustentado no momento do landfall. |                                                    |                                                    |                                                    |                                                    |                                                    |

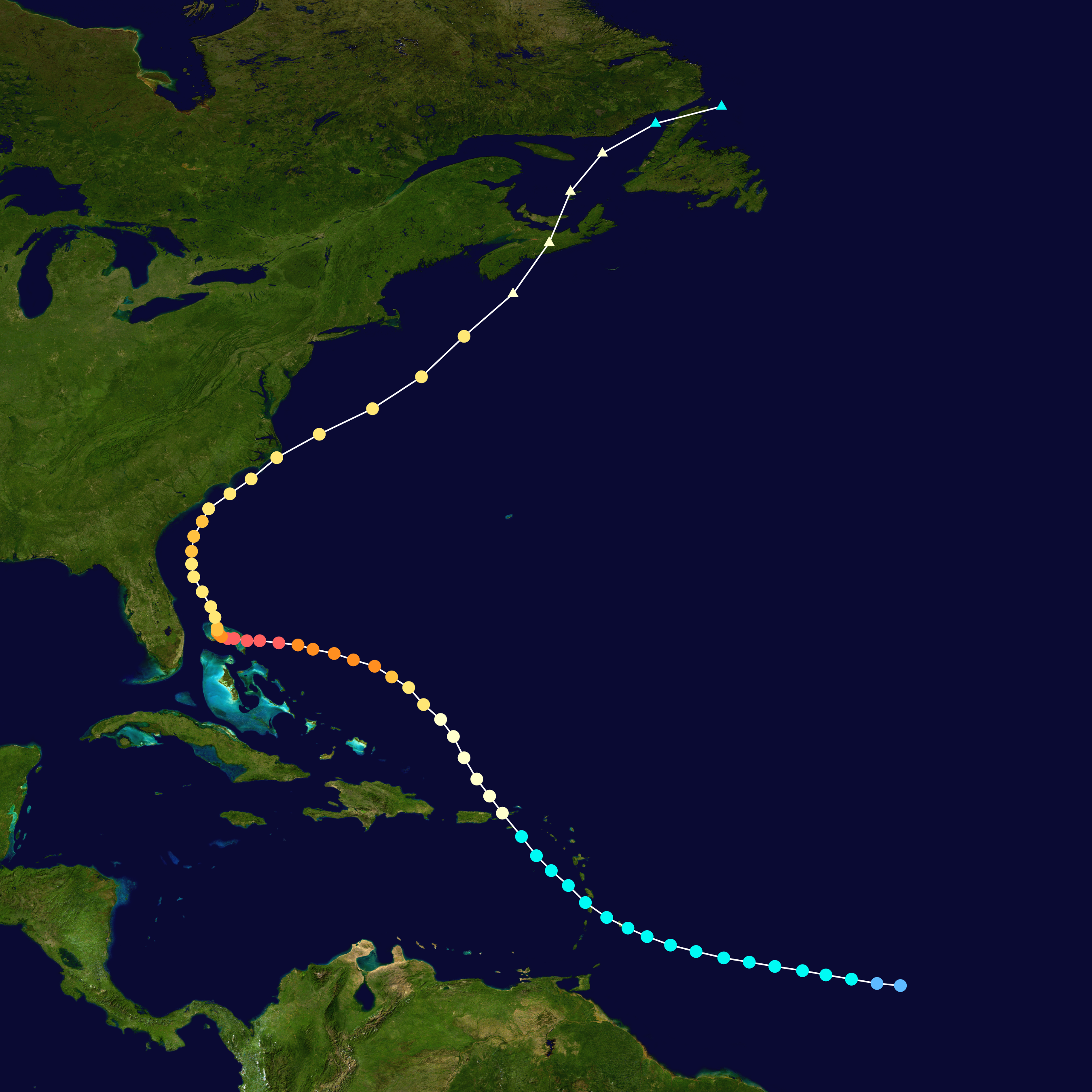
Mapa que traça a trajetória e a intensidade da tempestade, de acordo com a escala de furacões de Saffir-Simpson

As origens de Dorian se remontam a uma onda tropical na corrente monzônica no Atlântico. O sistema procedeu a atravessar o Atlântico. A 23 de agosto, o Centro Nacional de Furacões (NHC) começou a monitorar o potencial de desenvolvimento deste sistema. A 24 de agosto, o sistema formou uma circulação fechada, que foi encontrada por imagens ASCAT. Portanto, o NHC designou-o como Depressão tropical cinco às 15:00 UTC, com o sistema localizado aproximadamente a 1,295 km (805 milhas) ao leste-sudeste dos Barbados. O ciclone depois organizou-se na tempestade tropical Dorian umas seis horas depois. O sistema estava a lutar com ar seco, convecção encerrada e minguada. Mais tarde, a 25 de agosto, Dorian começou a fortalecer-se, atingindo uma intensidade de 50 mph (85 km/h) e expandindo-se ligeiramente em tamanho. Dorian continuou movendo para o oeste e acercou-se extremamente a Barbados, trazendo ventos com força de tempestade tropical e fortes chuvas. Depois começou a mover para o noroeste rumo a Santa Lúcia e o Mar das Caraíbas. Dorian submeteu-se a uma reorganização do centro mais ao norte, ao oeste de Martinica, o que resultou a que a ilha também experimentasse ventos de força de tempestade tropical. Tinham-se predito que Dorian viajaria ao noroeste e passaria pela República Dominicana ou Porto Rico, e que possivelmente o seu terreno montanhoso debilitaria a tempestade tropical. Nesse momento, esperava-se que o ar seco e o cisalhamento do vento impedissem que Dorian atingisse o estado de furacão. No entanto, Dorian tomou um caminho mais ao norte do esperado, passando pelo leste de Porto Rico e golpeando as Ilhas Virgens.
A 28 de agosto, Dorian intensificou-se a um furacão ao acercar-se a São Tomáz nas Ilhas Virgens Americanas, onde se registaram ventos ciclónicos. No entanto, o pequeno tamanho do furacão impediu que a parte continental de Porto Rico experimentasse ventos com força de furacão ou tormenta tropical, ainda que não o foi para as Ilhas Virgens espanholas. Após que a tempestade passasse por estas ilhas, a pressão se fez mais profunda, o que a converteu na pressão mais baixa da temporada de furacões até à data. Não obstante, o ar seco interrompeu ligeiramente o pequeno e frágil ciclone tropical, e a pressão começou a aumentar mas os ventos não mudaram muito. Após que o ar seco se misturou, a pressão começou a se aprofundar novamente.

### Segunda etapa

Dorian visto desde a ISS a 29 de agosto

Ao dia seguinte, o sistema começou a intensificar-se rapidamente, atingindo o estado de Categoria 2 a princípios de 30 de agosto. A intensificação rápida continuou, e a tempestade finalmente atingiu o estado de furacão importante várias horas depois no mesmo dia. Este fortalecimento deteve-se pelo resto do dia, mas cedo retomou-se. A 31 de agosto, o sistema continuou fortalecendo-se e atingiu o estado de Categoria 4. Após golpear as Ilhas Virgens, se prevê que Dorian viajará para o noroeste, intensificar-se-á num furacão maior, gire à esquerda, possivelmente golpeie o norte das Bahamas, diminua a velocidade, comece a curvar à direita, toque terra na Flórida ou o sul da Geórgia (Estados Unidos), e possivelmente ingresse ao Golfo do México. À medida que acercava-se às Bahamas, os prognósticos mostraram que Dorian girou bruscamente à direita para o norte sobre Flórida. No entanto, o modelo europeu começou a predizer que Dorian desviar-se-ia para o norte em frente à costa da Flórida, evitando a Flórida os ventos mais fortes na parede do olho, ainda que não os ventos com força de tempestade tropical. Outros modelos começaram a estar de acordo com o modelo europeu. Alguns meteorológos previam que Dorian tocaria terra nas Carolinas. Dorian atingiu a intensidade da categoria 5 ao dia seguinte. Na manhã de 1 de setembro, uma dropsonda largada por um avião da Administração Oceânica e Atmosférica Nacional (NOAA) mediu uma rajada de vento de 176 nós (326 km/h; 203 mph) na superfície. Com ventos sustentados de um minuto de 180 mph (285 km/h) e uma pressão mínima de 913 mb (hPa; 26.96 inHg), o Centro Nacional de Furacões assinalou que Dorian foi o furacão mais forte nos registos modernos que impactou o noroeste das Bahamas. Às 16:40 UTC do 1 de setembro, o furacão Dorian tocou terra na Ilha Grande Ábaco nas Bahamas, com ventos sustentados de 1 minuto de 185 mph (295 km/h) e rajadas de até 225 mph (360 km/h), e uma pressão barométrica central de 911 milibares (26.9 inHg). A pressão central da tempestade tocou fundo em 910 milibares (26.87 inHg) numas poucas horas, quando Dorian atingiu a sua intensidade máxima durante a aterragem. Em 1 de setembro, o furacão atingiu as Bahamas como uma tempestade de categoria 5, a tempestade mais forte a atingir as ilhas, com ventos a atingir os 297 km/h e com rajadas alcançando os 354 km/h, deste modo, o furacão alcançou a histórica marca de maior rajada já registrada em uma superfície do Hemisfério ocidental. Ainda houve relatos de um furacão "catastrófico" e com "ventos devastadores".

## Preparações

### Caraíbas

#### Barbados
Às 09:00 UTC de 25 de agosto, emitiu-se uma alerta de tempestade tropical para a ilha de Barbados. Mais tarde nesse dia, emitiram-se mais relógios e advertências para mais das ilhas. Também se emitiu uma alerta de furacão às 15:00 UTC do 26 de agosto para Santa Lúcia. Em Barbados, a primeira ministra Mia Mottley ordenou o fechamento de todas as escolas e aconselhou aos residentes da nação que permaneçam no interior durante a tempestade. Infra trabalhou para limpar as valas e drenagens públicos em toda a ilha. Abriram-se trinta e oito refúgios em toda a ilha, com 103 residentes procurando abrigo neles. Todos os serviços públicos foram suspensos pela duração da tempestade. Pessoas sem lar foram transportadas a refúgios por pessoal de emergência. O 26 de agosto, o primeiro ministro de Santa Lúcia, Allen Chastanet, anunciou que a nação "fecharia" pela duração do Dorian e todos os residentes tinham o mandato de ficar em casa. No entanto, numerosas pessoas ignoraram esta advertência e a polícia deteve a várias pessoas que se negaram a regressar a seus lares. LIAT cancelou vários voos através das Pequenas Antilhas devido à tempestade. O Departamento de Infra-estrutura, Portos e Energia pôs a todos os proprietários de maquinário e equipamento pesado em espera para ajudar nos esforços de limpeza e ajuda.

#### Dominica
Em Dominica, o premiêr Roosevelt Skerrit ordenou a todos os trabalhadores do sector público que permaneçam em seus lares e se preparem para a tempestade. A devastação causada pelo furacão Maria em 2017 trouxe uma maior vigilância do público, e Skerrit assegurou aos residentes que a nação era "um lugar melhor agora" que após María e que "Dorian não fecharia o país". O Ministério de Obras Públicas mobilizou maquinaria pesada e a polícia foi posta em alerta máxima para responder de maneira mais efectiva aos chamadas de emergência. Se emitiram pequenos avisos de embarcações e alertas de inundações repentinas para a ilha.

#### Porto Rico

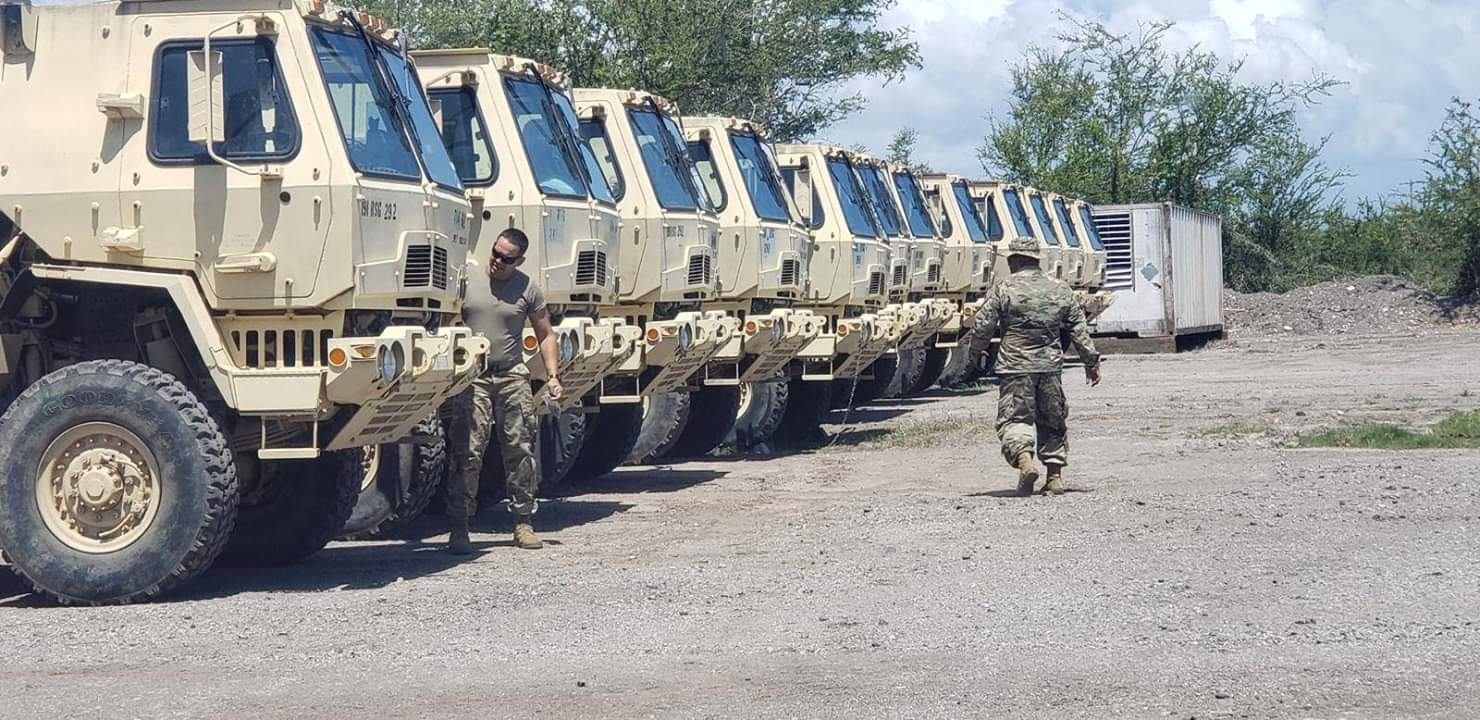
A Guarda Nacional de Porto Rico foi ativada por possíveis esforços de ajuda antes do furacão

Com Porto Rico ainda se recuperando do furacão Maria em 2017, o governador Wanda Vázquez Garced declarou o estado de emergência para o território o 27 de agosto. Ao dia seguinte, a Guarda Nacional de Porto Rico activou-se para apoiar qualquer operação de ajuda relacionada com a tempestade. Centos de veículos, geradores e camiões de água foram alimentados e enchidos para estar prontos para o uso se necessário. Os temores centraram-se na rede eléctrica ainda instável que foi destruída em grande parte por María. Em algumas áreas, as linhas eléctricas permaneceram aderidas às palmeiras. Despregaram-se centos de trabalhadores de serviços públicos para solucionar rapidamente qualquer corte de energia. Altos servidores públicos do governo informaram fornecimentos adequados dantes da tempestade; no entanto, alguns governadores locais indicaram a falta de geradores e refúgios públicos adequados. Estima-se que 30,000 lares ainda tinham tetos danificados pelo furacão. Os residentes protegeram as janelas com madeira compensada e abasteceram-se de água engarrafada e geradores.
Todos os escritórios e escolas do governo fecharam durante o furacão. Em todo o território, se abriram 360 refúgios com uma capacidade colectiva de 48,500 pessoas; Distribuíram-se 24,000 berços a estes refúgios. As organizações privadas trabalharam rapidamente em Vieques para garantir a segurança dos residentes. Por temor ao isolamento de Porto Rico continental, ViequesLove estabeleceu uma rede de rádio para manter aos residentes informados sobre o furacão. Os voluntários forneceram ao refúgio local da ilha com um gerador. Ao igual que Porto Rico, as Ilhas Virgens ainda se estavam a recuperar dos furacões Irma e María em 2017.

#### Bahamas
Por volta das 11 a.m. EDT de 1 de setembro foi emitido um alerta pela conta do Twitter do NHC para as pessoas nas Bahamas procurarem abrigo imediamente. Quando o Dorian tocou terra em Elbow Cay, Bahamas às 16:40 UTC foi como um furacão de categoría 5. Samuel Butler, o oficial assistente da Real Polícia das Bahamas, disse aos residentes "se não prestam atenção ao aviso, [...] sabemos que o final poderia ser fatal" e Don Cornish, o administrador da Cidade de Freeport disse a outros que não procuram-se refúgio no Hotel Old Bahama Bay "que não é uma boa ideia [...] e reconsidera-sem essa decisão".

### Estados Unidos

#### Ilhas Virgens
No dia 28 de agosto declarou-se um estado de emergência para as Ilhas Virgens Americanas. O Governo das Ilhas Virgens Britânicas abriu sete refúgios em todo o território. Estabeleceu-se um toque de recolher obrigatório a partir das 14:00 de 28 de agosto às 6:00 de 29 de agosto. O aeroporto Auguste George, o aeroporto Virgin Gorda e o aeroporto internacional Terrance B. Lettsome permaneceram fechados durante a tempestade. A maioria das clínicas e hospitais das Ilhas Virgens Britânicas suspenderam as operações durante o furacão; no entanto, alguns ficaram abertos.

#### Flórida
Em 28 de agosto de 2019, o governador da Flórida, Ron DeSantis, declarou o estado de emergência antes do furacão Dorian. Instou a todos os residentes da Flórida a que tenham comida e água durante 7 dias. Também declarou isto:
 Mais tarde, isto se expandiu a todo o estado o 29 de agosto. O pessoal de emergência distribuiu sacos de areia em muitos condados. Os residentes começaram a abastecer-se de fornecimentos em todo o estado. No condado de Brevard, os trabalhadores trabalharam para cortar grandes ramos de árvores para proteger as linhas elétricas. As universidades da Central Florida, Stetson University, Rollins College e Daytona State College cancelaram classes entre 30 de agosto e 3 de setembro.

#### Geórgia
Em 28 de agosto, o governador da Geórgia, Brian Kemp, declarou um estado de emergência para os condados costeiros da Geórgia que se encontram no caminho previsto do furacão, incluídos Brantley, Bryan, Camden, Charlton, Chatham, Effingham, Glynn, Liberty, Long, McIntosh, Pierce e condados de Wayne. Atlanta Motor Speedway abriu os seus acampamentos aos evacuados do furacão Dorian de forma gratuita.

## Impacto

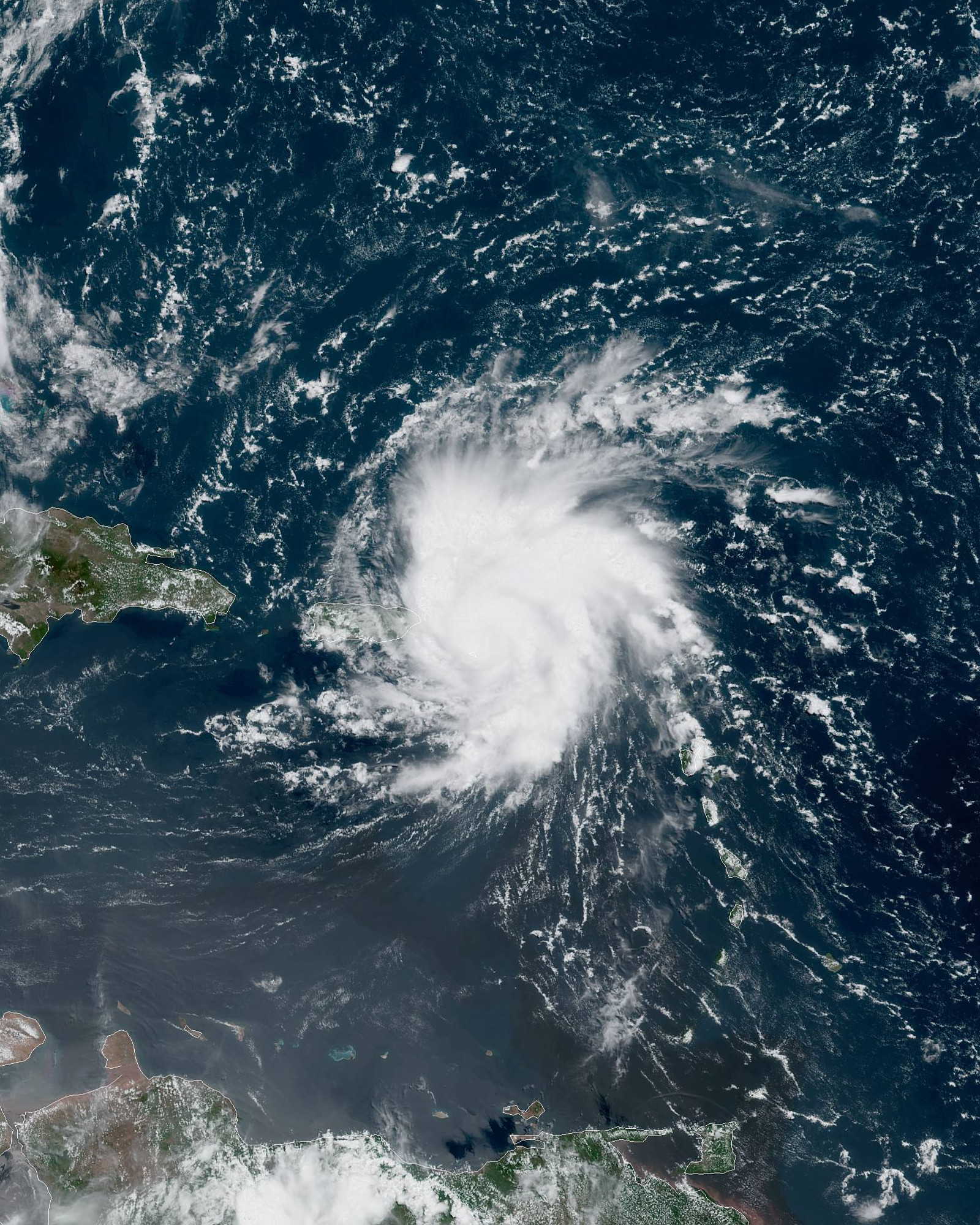
A tempestade tropical Dorian cerca da intensidade do furacão, enquanto impacta as Ilhas Virgens Americanas a 28 de agosto

| Região                       | Região                       | Mortos | Desaparecidos                            | Danos (2019 USD) | Ref           |
| ---------------------------- | ---------------------------- | ------ | ---------------------------------------- | ---------------- | ------------- |
| Ilhas de Barlavento (Caribe) | Ilhas de Barlavento (Caribe) | 0      | 0                                        | Desconhecido     |               |
| Ilhas de Sotavento (Caribe)  | Ilhas de Sotavento (Caribe)  | 0      | 0                                        | Desconhecido     |               |
| Bahamas                      | Ilhas Ábaco                  | 17     | 0                                        | Desconhecido     | [ 58 ] [ 59 ] |
| Bahamas                      | Grande Bahama                | 3      | 0                                        | Desconhecido     |               |
| Estados Unidos               | Porto Rico                   | 1      | 0                                        | Desconhecido     | [ 41 ]        |
| Estados Unidos               | Flórida                      | 3      | 0                                        | Desconhecido     | [ 60 ]        |
| Estados Unidos               | Carolina do Norte            | 1      | 0                                        | Desconhecido     | [ 61 ]        |
| Totais:                      | Totais:                      | 25     | &-1-1-1-1-1-1-1-1-1-1-1-1-1-1-1-1.000000 | Desconhecido     |               |

### Pequenas Antilhas
Em 26 de agosto, os ventos começaram a levantar-se nas Pequenas Antilhas e os níveis de água ao longo da costa começaram a aumentar (marejada ciclónica). O 27 de agosto, rajadas de vento de até 55 mph (89 km/h) foram verificadas em Barbados. Os ventos com força de tempestade tropical começaram a ocorrer em outras ilhas umas horas mais tarde. Em Martinica, notificaram-se 4,1 polegadas (100 mm) de chuva de estações meteorológicas pessoais. Isto deu lugar a inundações repentinas generalizadas e significativas.

### Bahamas

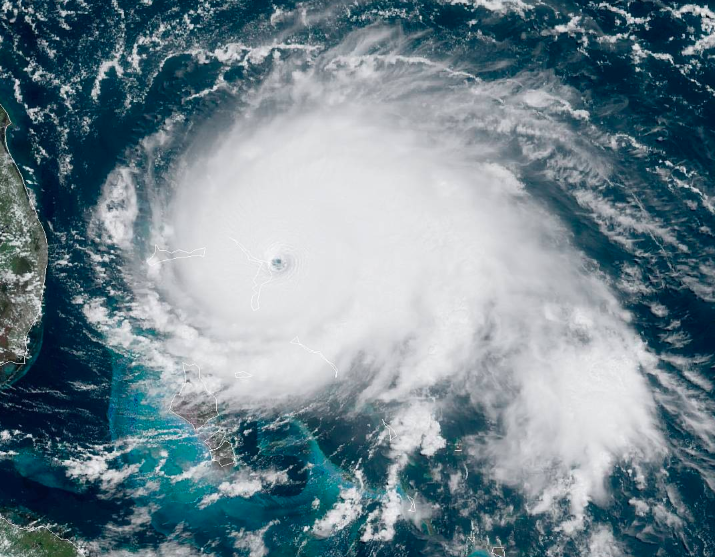
O furacão Dorian toca terra nas ilhas Ábaco com intensidade máxima

Umas horas mais tarde, chegaram condições destructivas, com o furacão Dorian como o furacão mais forte nos registos modernos para o noroeste das Bahamas.Uma maré ciclónica potencialmente mortal está a elevar os níveis da água até 18 a 23 pés acima dos níveis normais de maré em áreas de ventos em terra nas ilhas Ábaco e a ilha Grande Bahama. Ao redor das 12:30 p.m. AST, os ventos de categoria 5 chegavam às Bahamas com a parede do olho. Também se produziram rajadas a mais de 200 mph (320 km/h). Teve inundações significativas nas ruas e praias, danos significativos nas casas, com os tetos arrancados por completo. Também teve danos significativos nas árvores. O dano em Elbow Cay foi descrito como "puro inferno". Às 7:00 (UTC) do 2 de setembro de 2019, o Aeroporto Internacional da Grande Bahama estava debaixo de água.
O ministro de Agricultura, Michael Pintard, informou uma maré de tempestade estimada de 20 a 25 pés (6,1 a 7,6 m) em sua casa em Grande Bahama. Marsh Harbour recebeu "danos catastróficos", segundo uma equipa da ABC News. Um menino de oito anos afogou-se na tempestade, enquanto a irmã do menino também foi reportada como desaparecida. A Federação Internacional de Sociedades da Cruz Vermelha e da Meia Lua Vermelha (FICR) informou que até 13 000 habitações foram danificados ou destruídos na ilha de Ábaco. Também se acha que as inundações extensas têm contaminado os poços de água com água de mar, criando uma necessidade urgente de água limpa. Produziu-se um blecaute em toda a ilha em Nova Providência, às 1:50 (UTC) de 3 de setembro, tinha-se restabelecido a 40 % da energia. As condições de tempestade tropical continuaram até à segunda-feira. Às 2 PM EDT, um vento sustentado de 56 mph (90 km/h) e uma rajada de 69 mph (110 km/h) num lugar de observação da Marina Costeira da NOAA em Settlement Point no extremo oeste da ilha Grande Bahama. Outras quatro pessoas, junto com o menino de oito anos, foram confirmados mortos nas Ilhas Ábaco, disse o primeiro ministro aos jornalistas na segunda-feira. O primeiro ministro das Bahamas, Hubert Minnis, disse "Esta é uma tempestade [...] monstruosa mortal".
O 3 de setembro, o premiê Hubert Minnis declarou: "Nossa tarefa urgente será proporcionar alimentos, água, refúgio e segurança. NEMA entregará alimentos adicionais manhã". Continuou dizendo que Dorian foi "a maior crise nacional na história de nosso país".

Em 1 de setembro, o furacão atingiu as Bahamas como uma tempestade de categoria 5, a tempestade mais forte a atingir as ilhas, com ventos a atingir os 298 km/h e com rajadas alcançando os 363 km/h, deste modo, o furacão alcançou a histórica marca de maior rajada já registrada em uma superfície do Hemisfério ocidental. Ainda houve relatos de um furacão "catastrófico" e com "ventos devastadores".

### Ilhas Virgens
Em 28 de agosto, algumas horas após a classificação inicial da tempestade como furacão, o núcleo passou directamente sobre St. Thomas, onde uma estação meteorológica reportou ventos sustentados de 82 mph e rajadas de 111 mph. As rajadas de vento em São Tómás atingiram 75 mph (121 km/h). Produziram-se blecautes em toda a ilha em São Tomás e Saint John, enquanto 25,000 clientes ficaram sem energia elétrica em Saint Croix. Os fortes ventos derrubaram árvores através das ilhas. Produziram-se algumas inundações em Tortola, nas Ilhas Virgens Britânicas. Produziram-se inundações significativas e alguns danos estruturais ao longo das redondezas de Road Town, incluído um shopping que tinha o teto parcialmente eliminado pelas rajadas de força de tempestade. As árvores caídas deixaram sem eletricidade a algumas residências em Virgen Gorda.

### Porto Rico
Devido ao furacão que se move mais ao nordeste do previsto inicialmente, os seus efeitos no Porto Rico foram relativamente limitados. As rajadas de vento em Culebra atingiram 62 mph (100 km/h) e 35 mph (56 km/h) em San Juan. Aproximadamente 23 000 lares perderam eletricidade em todo o território. Não se reportaram danos maiores em Culebra. Um homem em Bayamón morreu quando caiu do teto ao limpar as caleiras antes da tempestade.

### Canadá

#### Nova Escócia
A província da Nova Escócia começou a ser açoitada pelo furacão na manhã do Sábado 7 de Setembro, a zona situada mais ao sul não sofreu grandes danos e as Trovoadas não teve consequências elétricas nem hidrológica já que o Furacão estava debilitado sendo de categoria 1, às 10 da manhã nas localidades como Shelburne, começaram a sentir as rajadas de vento e sofreram avarias elétricas e hidrológicas que em alguns casos não foi até 10 de setembro quando recuperaram os recursos básicos, e muitas árvores caíram perto de casas e negócios, chegando a golpear alguns deles e alguns carros.
O furacão tocou terra pela zona de Halifax aproximadamente às 22:00, onde teve pior impacto e ascendeu a categoria 2, algumas partes sofreram inundações, e alguns edifícios foram afetados pelo furacão, a maioria da população de Halifax recuperou os recursos à manhã seguinte, algumas zonas inclusive não chegaram a os perder. A Zona do Canadá Atlântico não era atingida por um furacão a mais de 7 Anos, como categoria 1 ou 2.

## Recordes
Com ventos sustentados de 185 mph (297 km/h), Dorian é o furacão mais forte registado em açoitar as Bahamas desde que começaram os registos em 1851. Dorian está vinculado com o furacão do Dia do Trabalho de 1935 pelos ventos sustentados mais altos ao tocar terra num furacão do Atlântico; pela mesma métrica, também é o furacão mais forte do Atlântico desde o furacão Wilma em 2005. Dorian é um dos dois furacões de categoria 5 que tocou terra nas ilhas Ábaco, e o outro ocorreu em 1932, e é a única tempestade registada que tem impactado a Grande Bahama. Também apresentou os ventos sustentados mais altos num furacão atlântico registado tão ao norte como a sua latitude. Dorian intensificou-se num furacão maior de categoria 4 e converteu-se no furacão mais forte do Atlântico durante agosto desde o furacão Dean em 2007. Isto converteu a temporada de 2019 no quarto ano consecutivo recorde em apresentar um furacão de categoria 5, superando o período de três anos 2003-2005.